# 7e corps (Royaume-Uni)
Pour les articles homonymes, voir 7e corps d'armée.
Le VII Corps était un corps d'armée de l'armée de terre britannique durant la Première Guerre mondiale. Dans la première partie de la Seconde Guerre mondiale, il faisait partie des forces de défense du Royaume-Uni, et plus tard a agi en tant que formation fantôme afin de duper l'ennemi.

## Avant la Première Guerre mondiale
En 1876, un schéma de mobilisation a été publié pour les forces de Grande-Bretagne et d'Irlande, comprenant huit corps d'armée de l'armée d'active. Le 7e Corps devait être basé à York. Ce schéma a été abandonné en 1881.

## Première Guerre mondiale
Le VII Corps a été formé en France le 14 juillet 1915 sous le commandement du lieutenant-général Thomas D'Oyly Snow (en) (précédemment commandant de la 27e Division) dans le cadre de la Troisième Armée commandée par Sir Charles Monro sur le front occidental,,.
Ordre de bataille du VII Corps le 14 juillet 1915
Commandant (General Officer Commanding - GOC): Lt-Gen Sir Thomas D'O. Snow
- 4e division d'infanterie
- 37e division d'infanterie (en)
- 48e division (en)

### 1916
En 1916, le VII Corps est resté dans la Troisième Armée, désormais commandée par Sir Edmund Allenby. La première action sérieuse du 7e Corps s'est déroulée dans l'offensive de la Somme de 1916. Le premier jour cette offensive, il a mené une attaque de diversion désastreuse à Gommecourt, dans laquelle la 46e division a subi 2 455 pertes, et la 56e Division 4 313, pour aucun gain permanent,,.
Ordre de bataille du VII Corps le 1er juillet 1916
Commandant (GOC): Lt-Gen Sir Thomas D'O. Snow

GOC, Royal Artillery: Brig-Gen C.M. Ross-Johnson

GOC, artillerie lourde: Brig-Gen C.R. Buckle

Chief Engineer: Brig-Gen J.A. Tanner
- 46e division d'infanterie (en)
- 56e division d'infanterie
- 37e division d'infanterie (en) (en reserve)

### 1917
Lorsque l'armée allemande se retira sur la ligne Hindenburg en mars 1917, le VII Corps a été la seule partie de la Troisième Armée qui a assuré le suivi, au sud de la nouvelle ligne de front à Vimy.
Ordre de bataille du VII Corps du 14 mars au 5 avril 1917
- 14e division
- 21e division (en)
- 39e division (en)
- 56e division

Pendant l'offensive d'Arras en avril et mai 1917, le VII Corps a été engagé dans les trois batailles de la Scarpe. Durant la première bataille de la Scarpe, du 9 au 14 avril, il comprenait les mêmes divisions, avec l'ajout de la 50e (Northumbrian) division (en), qui avait capturé la crête de Wancourt. Le VII Corps disposait des 30e, 50e et 33e divisions lors de son engagement dans la deuxième bataille de la Scarpe, du 23 au 24 avril. Lors de la troisième bataille de la Scarpe, les 3 et 4 mai, il a opéré avec les 14e (légère), 18e (orientale) et 21e divisions. Enfin, pour les actions ultérieures sur la ligne Hindenburg, du 20 mai au 16 juin, le VII Corps avait les 21e et 33e divisions sous son commandement.
Plus tard, en 1917, le VII Corps a combattu à la bataille de Cambrai.

### 1918
En 1918, le commandement a été repris par le lieutenant-général Sir Walter Congreve. Le VII Corps a combattu dans la Première Bataille de la Somme et ultérieurement dans l'avance britannique victorieuse qui a achevé la guerre.

## Seconde Guerre mondiale
Le VII Corps a été reconstitué au Royaume-Uni à la mi-1940 pour encadrer les forces déployées sur le terrain pour contrer la menace d'invasion allemande. Le 17 juillet de cette année, il comprenait la 1re division d'infanterie canadienne, 1er division blindée, et 2e Force expéditionnaire néozélandaise, une brigade un peu surdimensionnée, sur la base du second échelon de troupes néozélandais qui avaient été détournés vers le Royaume-Uni depuis l'Égypte. Le Corps a été placé sous le commandement du major général canadien Andrew McNaughton. À ce moment, sa mission consistait à " contre-attaquer et détruire toute force ennemie envahissant les comtés du Surrey, Kent, Sussex, Hampshire, qui n'a pas été détruite par les troupes du commandement militaire de l'Est et du Sud ". Le 25 décembre 1940, le VII Corps a été rebaptisé le Corps canadien à un moment où la menace d'une invasion allemande s'était quelque peu dissipée et que le nombre croissant de troupes canadiennes au Royaume-Uni a rendu la formation d'une grande formation canadienne souhaitable.
Plus tard dans la guerre, il a été théoriquement réactivé afin de duper l'ennemi. Il était une formation de la Quatrième armée britannique dans le cadre de l'opération Fortitude Nord, menaçant d'envahir la Norvège au moment du débarquement en Normandie. Son quartier général était à Dundee. Il était composé de la véritable 52e (Lowland) division d'infanterie britannique à Dundee, la 55e division américaine (imaginaire) en Islande, d'une brigade norvégienne, et trois bataillons fictifs américains de Ranger en Islande, en plus des troupes du corps. Il s'est ensuite déplacé vers le sud avec la Quatrième armée pour l'opération Fortitude Sud II, pour faire croire à une menace sur le Pas de Calais. Son quartier général était à Folkestone dans le Kent. Elle était composée des 61e (en) et 80e divisions britanniques et la 5e division blindée, ces deux dernières étant fictives et de la 61e division, authentique division mais très faible. Il a théoriquement déménagé dans l'Est-Anglie, en septembre, dans le Yorkshire en décembre, et a été théoriquement dissoute en janvier 1945. Son insigne était coquille Saint-Jacques sur un fond bleu.